# Larry Bergh
Larry Clifford Bergh (Williston, 2 aprile 1945) è un ex cestista statunitense, professionista nella ABA.

## Carriera
Venne selezionato dai Chicago Bulls all'undicesimo giro del Draft NBA 1969 (146ª scelta assoluta).